# Saara Kuugongelwa-Amadhila

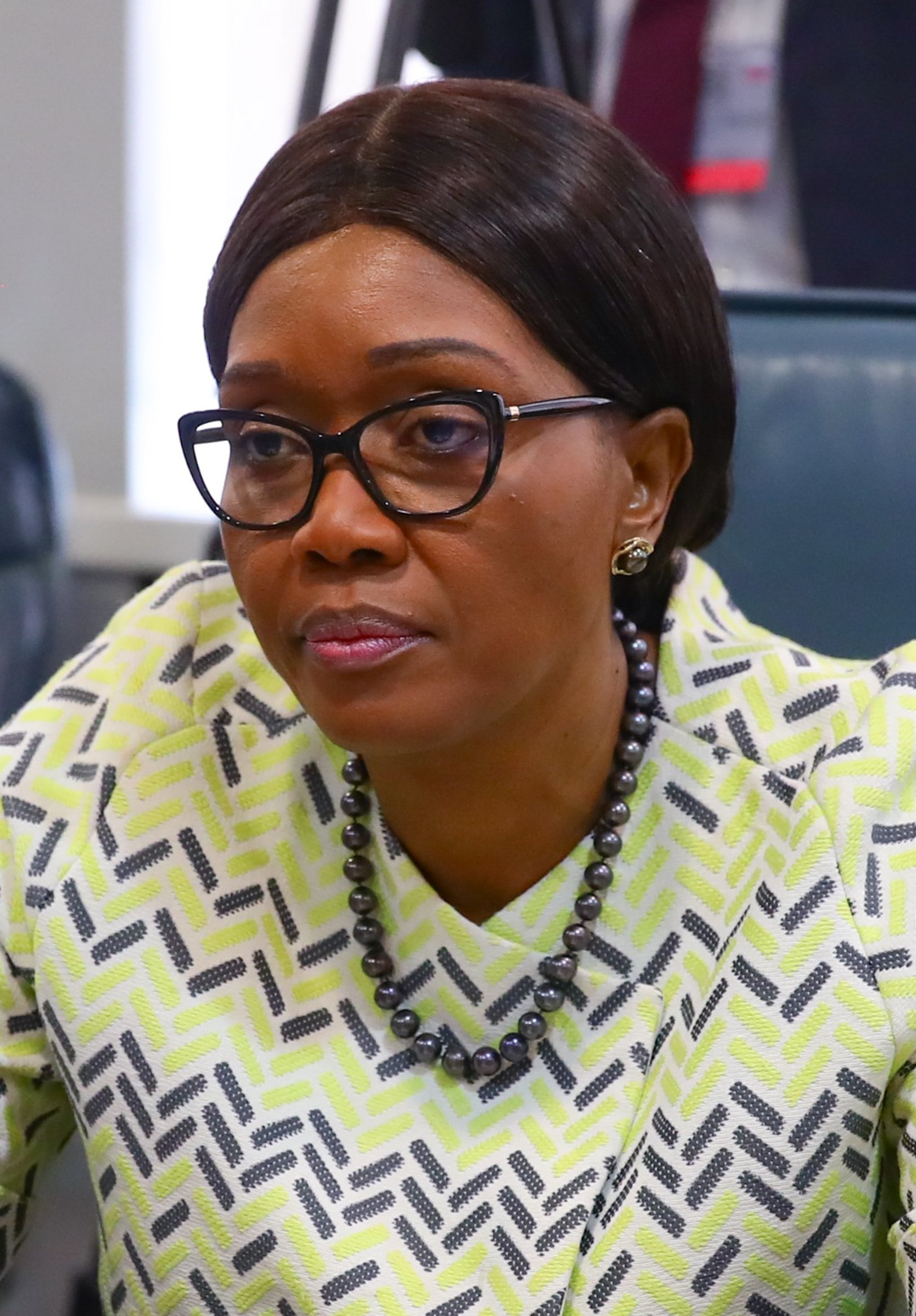
Saara Kuugongelwa-Amadhila (2020)

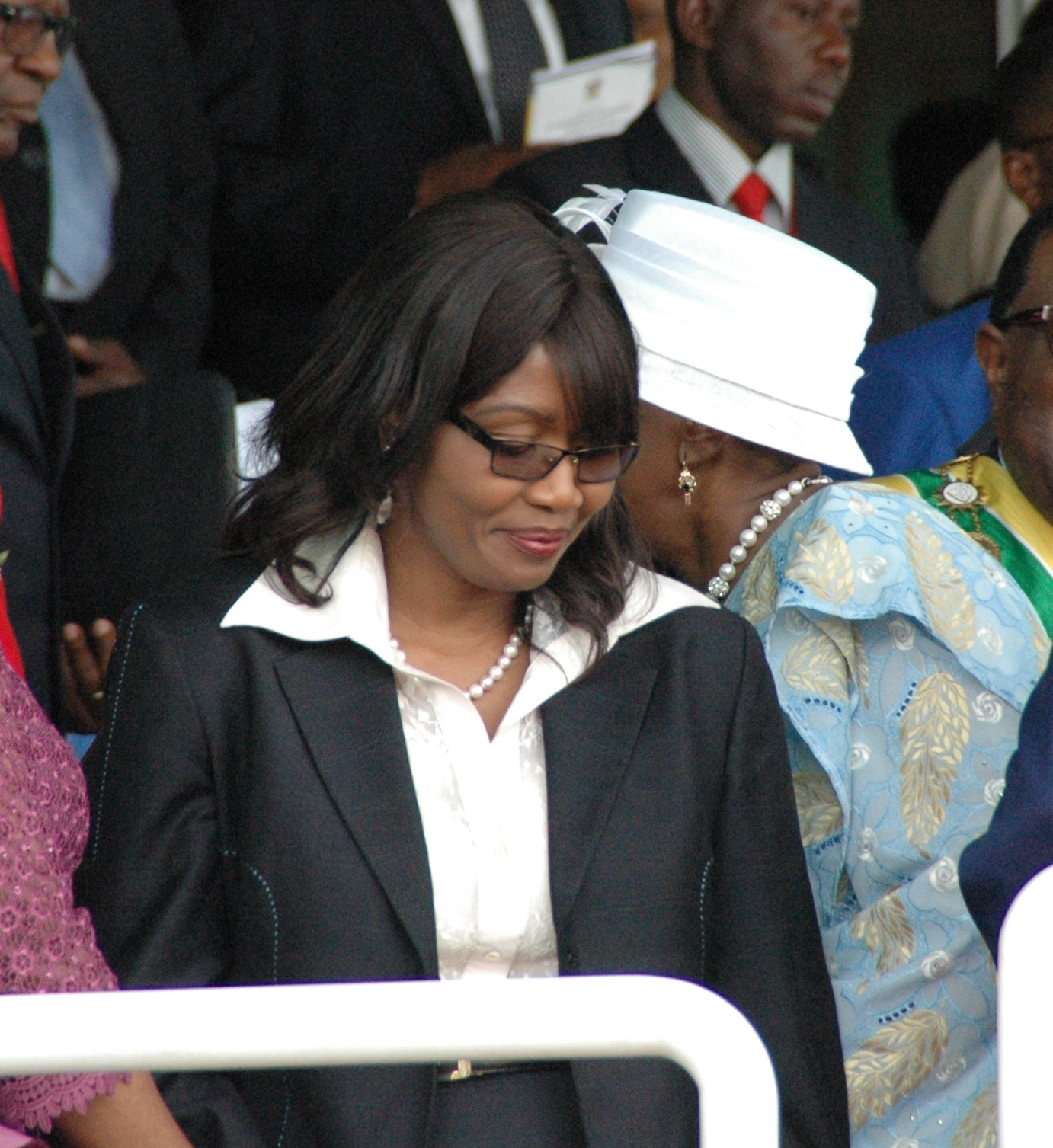
Saara Kuugongelwa-Amadhila bei ihrer Vereidigung zur Premierministerin (2015)

Saara Kuugongelwa-Amadhila (* 12. Oktober 1967 in Okahao, Südwestafrika, heute Namibia) ist eine namibische Politikerin (SWAPO) und war vom 21. März 2015 bis 20. März 2025 Premierministerin Namibias. Seitdem ist sie, als erste Frau überhaupt, als Sprecherin der Nationalversammlung Parlamentspräsidentin Namibias.
Zuvor war sie seit 2005 Finanzministerin des Landes. Sie ist die erste Frau an der Spitze der namibischen Regierung.

## Leben
Kuugongelwa ging 1980 ins Exil und lebte ab 1982 in Sierra Leone. Sie ging dort in Koidu zur Schule und wanderte später zum Studium in die USA aus. 1994 machte sie ihren Universitätsabschluss in Volkswirtschaftslehre an der Lincoln-Universität (Pennsylvania).
Saara Kuugongelwa-Amadhila war von 2004 bis 2005 sowie von 2009 bis 2010 Vorsitzende des Ministerrats der Zollunion des Südlichen Afrika. Von 2005 bis 2015 war sie Finanzministerin im Kabinett des Präsidenten Hifikepunye Pohamba. Seit 2015 ist sie Premierministerin im Kabinett von Staatspräsident Hage Geingob.